# Maurizio Magno
Maurizio Magno (* 14. September 2003) ist ein deutscher Jungschauspieler und ehemaliger Kinderdarsteller.

## Leben
Magno stammt aus einer deutsch-italienischen Familie. Seine deutsche Mutter Kathrin ist Ärztin, sein italienischer Vater Valerio arbeitet als Redakteur und Kameramann bei RTL. Er hat vier Geschwister, die teilweise auch bereits als Darsteller tätig sind.
Magno wollte schon als Kind vor die Kamera. Er machte zuerst ein Fotoshooting und bewarb sich dann bei einer Agentur für Kinderdarsteller. Gleich nach seinem ersten Casting wurde er im Alter von 6 Jahren für eine Rolle in der ZDF-Krimiserie Kommissar Stolberg engagiert. Er spielte den kleinen Anton Röber, eines der beiden Kinder der Witwe Maren Röber (Katharina Böhm). Eine weitere Episodenrolle hatte er 2011 in der Sat.1-Serie Der letzte Bulle. Er spielte Timo Schumann, der von seinem Adoptivvater, einem cholerischen Professor (Jockel Tschiersch), verprügelt wird. 2011 gehörte er zur Stammbesetzung der Sketchcomedy-Serie Knallerfrauen.
2011 absolvierte er einen Theaterworkshop im Jungen Theater Bonn.
In dem Fernsehfilm Ein Jahr nach morgen (2012) spielte er den kleinen Jungen Andreas Nagel, den Sohn einer Lehrerin, die Opfer eines Amoklaufs wird, und der nicht verstehen kann, dass seine Mutter niemals wieder zurückkommen wird. In dem deutsch-amerikanischen Spielfilm Houston (2013) spielte Magno an der Seite von Ulrich Tukur. In Til Schweigers Kinokomödie Kokowääh 2 (2013) hatte er eine Hauptrolle; er spielte Nik, eines der Kinder. Die Rolle hatte er nach einem erfolgreichen Casting in Anwesenheit Schweigers erhalten. Im März 2013 war er wieder in einer Serienepisodenrolle zu sehen, diesmal in SOKO Köln. Er spielte Daniel Neumann, den achtjährigen Sohn der Bankräuberin Marlene Neumann (Christina Hecke). In dem Kinofilm Rubinrot (2013) hatte er die Rolle des kleinen Robert White; er war der verstorbene Bruder von Lucas Montrose (Axel Milberg).
In der ZDF-Serie Herzensbrecher – Vater von vier Söhnen war Magno 2014 und 2015 in den ersten beiden Staffeln in einer Serienhauptrolle zu sehen. Er verkörperte Jakobus „Jakob“ Tabarius, den jüngsten Sohn des Pastors Andreas Tabarius (Simon Böer). In der zweiten Folge der 3. Staffel verlässt er sein Zuhause und geht an ein Internat für Hochbegabte in Bayern. In dem Kinderfilm Burg Schreckenstein, der im Oktober 2016 in die deutschen Kinos kam, spielte Magno die Hauptrolle des 11-jährigen Schülers Stephan, der zunächst als Außenseiter auf das Internat Burg Schreckenstein kommt. Außerdem war er als Graf Tetrich in dem Kinderfilm Hexe Lilli rettet Weihnachten (2017) zu sehen. In dem Rosamunde-Pilcher-Film Raus in den Sturm, der im September 2019 im Rahmen der ZDF-„Herzkino“-Reihe erstausgestrahlt wurde, verkörperte Magno den 15-jährigen Pete Hawley, der unter der Trennung seiner Mutter und seines Ziehvaters leidet und dagegen rebelliert.
Mit Anke Engelke stand er außerdem bei einem Werbespot für die Hannoversche Leben vor der Kamera.
Magno lebt in Mechernich, wo er auch die Schule besuchte. Später war er Schüler des St.-Michael-Gymnasiums in Bad Münstereifel.

## Filmografie
- 2010: Kommissar Stolberg (Fernsehserie, Folge Nachtgestalten)
- 2011: Der letzte Bulle (Fernsehserie, Folge Ich sehe was, was du nicht siehst)
- 2011–2012: Knallerfrauen (Fernsehserie, 10 Folgen)
- 2012: Ein Jahr nach morgen
- 2012: Kleine Morde
- 2013: Houston
- 2013: SOKO Köln (Fernsehserie, Folge Das Bankgeheimnis)
- 2013: Kokowääh 2
- 2013: Rubinrot
- 2013–2015: Herzensbrecher – Vater von vier Söhnen (Fernsehserie, 24 Folgen)
- 2016: Burg Schreckenstein
- 2017: Hexe Lilli rettet Weihnachten
- 2017: Burg Schreckenstein 2 – Küssen (nicht) verboten
- 2019: Rosamunde Pilcher: Raus in den Sturm (Fernsehreihe)
- 2019: Ein Fall für zwei (Fernsehserie, Folge Freigänger)
- 2021: Westwall (Fernsehserie)
- 2023: Bettys Diagnose (Fernsehserie, Folge Im grünen Bereich)
- 2023: Schneekind – Ein Schwarzwaldkrimi
- 2024: Wir für immer
- 2025: WaPo Duisburg (Fernsehserie, Folge Super Urlaub)